# نتروزويوريا
نتروزويوريا أو نيتروزويوريا هو اسم لمركب وكذلك اسم لصنف من المركبات المشتقة منه تحتوي على نيتروزو ويوريا.

## الأمثلة
- كارمستين
- لومستين
- سيمستين
- إيثيل نتروزويوريا
- ستربتوزوتوسين

| يوريا | ستربتوزوتوسين | إيثيل نتروزويوريا |
| ----- | ------------- | ----------------- |
|       |               |                   |

### الاستخدام
هذه المركبات عوامل مؤلكلة للحمض النووي الريبوزي المنقوص الأكسجين تستخدم في العلاج الكيميائي. تمتاز بأنها محبة للدهن فيمكنها اجتياز الحاجز الدموي الدماغي فيمكن استخدامها في علاج أورام الدماغ مثل الورم الأرومي الدبقي متعدد الأشكال.

## التأثيرات الجانبية
بعض النتروزويوريا مثل لومستين مرتبطة بحدوث مرض رئوي خلالي.

## معرض صور